# Sálvate si puedes
Sálvate si puedes es una comedia española estrenada 1994. Fue dirigida por Joaquín Trincado y protagonizada por Imanol Arias y María Barranco. 
Se trata de una comedia ácida sobre la corrupción política rodada en la ciudad de Bilbao.

## Sinopsis
Entre Marta (María Barranco), concejala de Bienestar Social y defensora de causas perdidas, y Roberto (Imanol Arias), un empresario pijo inútil, no hay nada en común, hasta una noche en la que caen juntos del puente colgante. Desde entonces, Roberto no piensa en otra cosa. Ella, en cambio, sí tiene en que pensar: la ciudad está en ruinas, la poca industria que queda esta obsoleta y el puerto colgante está a punto de desaparecer.

## Reparto
- Imanol Arias - Roberto
- María Barranco - Marta
- Fernando Guillén - Alcalde
- Pilar Bardem - Bárbara
- Ramón Barea -	Eusebio
- Antonio Resines - Ministro
- Elena Irureta - Sarita
- Mariví Bilbao - Tina
- Saturnino García - Taxista
- César Sarachu - Basilio
- Álex Angulo - Empresario